# ترید ریور (ویسکانسین)
ترید ریور (به انگلیسی: Trade River) یک منطقهٔ مسکونی در ایالات متحده آمریکا است که در شهرستان بارنت، ویسکانسین واقع شده‌است.